# Rudolf Engel

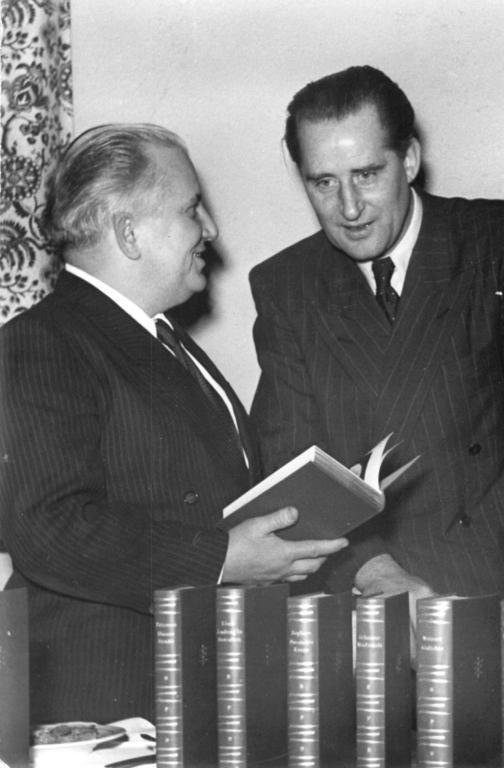
Rudolf Engel (r.) und Willi Bredel im Jahr 1951

Rudolf Engel (* 12. September 1903 in Berlin; † 16. Oktober 1993 ebenda) war ein deutscher Widerstandskämpfer gegen den Nationalsozialismus, Agent des illegalen Nachrichtendienstes der Kommunistischen Partei Deutschlands (KPD) und Kulturpolitiker der Sozialistischen Einheitspartei Deutschlands (SED) in der Deutschen Demokratischen Republik (DDR). Er war von 1948 bis 1950 Vorstandsvorsitzender der DEFA und von 1950 bis 1955 Direktor der Deutschen Akademie der Künste der DDR. Von 1968 bis 1990 war er Generalsekretär der Kommission für UNESCO-Arbeit in der DDR.

## Leben
Der Arbeitersohn Rudolf Engel arbeitete nach der Volksschule in Berlin als Koch, Holzarbeiter, Chauffeur und Schauspieler. Sein Bruder ist der Schauspieler Kurt Engel. Im Mai 1929 trat er in die KPD ein und wurde Mitarbeiter im Antimilitärischen Apparat („AM-Apparat“), dem Nachrichtendienst der KPD, der von 1919 bis 1937 existierte. Engel führte hier den Decknamen Ludwig.
Zum 1. Mai 1932 trat Engel im KPD-Auftrag verdeckt in die NSDAP ein (Mitgliedsnummer 1.104.178) und unterhielt Verbindungen zu Joseph Goebbels und Otto Strasser. Im Januar 1934 wurde er enttarnt und kurzzeitig inhaftiert. Im Februar 1934 floh er vorübergehend in die Tschechoslowakei. Zum 23. April 1935 wurde er aus der NSDAP ausgeschlossen.
1934 und 1935 war Engel illegal für die KPD im Saarland tätig und war Redakteur einer illegalen KPD-Zeitung. 1935 ging er erneut ins Exil in die Sowjetunion. In Moskau absolvierte er eine militärpolitische Ausbildung an der Schule der Kommunistischen Internationale, wo er seinen künftigen Decknamen „Ludwig Franken“ annahm. Von Juni 1936 bis Januar 1937 war er als Chauffeur im Karbolit-Werk in Orechowo-Sujewo tätig.
1937 und 1938 war Engel Offizier der Internationalen Brigaden im Spanischen Bürgerkrieg. Er war Informationsoffizier des Tschapajew-Bataillons und wurde im Juni 1937 in Brunete verwundet. Ab 1938 betreute er ehemalige Spanienkämpfer in Frankreich. Nach Kriegsausbruch 1939 wurde er kurzzeitig interniert, dann arbeitsdienstverpflichtet und lebte in einer Anstellung als Busfahrer mit seiner in Frankreich gegründeten Familie bis 1942 in Sète, Südfrankreich. Vor dem Einmarsch der deutschen Truppen floh die Familie ins Zentralmassiv, wo sich Engel der Résistance anschloss und Mitglied des Bewegung „Freies Deutschland“ für den Westen (CALPO) wurde. Er erreichte als Stabschef eines im Département Cantal operierenden Bataillons der Francs-tireurs et partisans (FTPF) den Rang eines Capitain.
1945 kehrte Engel nach Deutschland zurück und wurde Organisationsleiter bei der Zentralverwaltung für Umsiedler, deren Präsident er von November 1946 bis April 1948 war. 1946 wurde Engel SED-Mitglied und 1948/49 Vizepräsident der Abteilung Kunst und Literatur der Deutschen Verwaltung für Volksbildung. 1948 wurde Engel Vorstandsvorsitzender der DEFA und 1950 Direktor der Deutschen Akademie der Künste. Ab 1955 war Engel Mitarbeiter des Ministeriums für Auswärtige Angelegenheiten der DDR. 1963 bis 1967 war er Botschaftsrat und Kulturattaché in Prag und ab 1968 Generalsekretär der Kommission für UNESCO-Arbeit in der DDR. 1970–1972 war er im Auftrag der Deutschen Akademie der Künste Redakteur und Mitherausgeber der Schallplattenreihe Aurora von Ernst Busch. 1990 wurde Engel PDS-Mitglied. Rudolf Engel verstarb 1993 in Berlin.

## Auszeichnungen
- 1957 Vaterländischer Verdienstorden in Silber
- 1968 Vaterländischer Verdienstorden in Gold
- 1973 Ehrenspange zum Vaterländischen Verdienstorden in Gold
- 1978 Großer Stern der Völkerfreundschaft
- 1988 Karl-Marx-Orden

## Werke
- Rudolf Engel (Hrsg.): Erich Weinert erzählt, Berichte und Bilder aus seinem Leben. Verlag Volk und Welt, Berlin 1955, DNB 455427909.
- Rudolf Engel: Die Mausefalle am Mont Doré. In: Brigada Internacional ist unser Ehrenname. Band 2. Militärverlag der DDR, Berlin 1974.
- Rudolf Engel: Feinde und Freunde. Militärverlag der DDR, Berlin 1984, DNB 850141559.